# Ayoba
A Ayoba é uma plataforma africana de comunicação desenvolvida na África do Sul. É detida pela Progressive Tech Holdings, na Maurícia, e gerida pela SIMFY Africa (PTY) LTD. Lançada a 4 de maio de 2019, conta com 35 milhões de utilizadores ativos desde abril de 2024.

## Historial
A ayoba foi publicada pela primeira vez no Google Play em fevereiro de 2019. A sua primeira campanha de marketing e lançamento de marca ocorreu nos Camarões, a 4 de maio de 2019.
Em junho de 2019, a plataforma apresentou os seus primeiros oito canais. Em novembro de 2019, a plataforma alcançou um milhão de utilizadores ativos, um número que aumentou para dois milhões até junho de 2020.
Posteriormente, a ayoba expandiu os seus serviços, incluindo o lançamento de jogos para Android, em fevereiro de 2020, a MoMo (Mobile Money) nos Camarões, em maio de 2020, e a MicroApps, em maio de 2020. Também lançou funcionalidades ao nível da música e das chamadas de voz e vídeo em 12 territórios, em agosto de 2020.
A primeira versão da ayoba para iOS foi lançada em setembro de 2020. Em dezembro do mesmo ano, foram lançados jogos e um sistema de mensagens 2.0 na plataforma.
Em novembro de 2020, ganhou o prémio de Melhor Aplicação Móvel nos áfrica Digital Awards.
Em março de 2021, ficou disponível o modo de pré-visualização. A base de utilizadores atingiu os oito milhões de utilizadores ativos em junho de 2021, os 11 milhões em dezembro de 2021 e 21,7 milhões em dezembro de 2022.
Em 2021, ganhou o prémio Marca do Ano OTT nos Marketing World Awards, no Gana.
Em dezembro de 2022, recebeu o prémio de Melhor Produto Inovador de Tecnologia e Telecomunicações do Ano nos National Communications Awards.
Em março de 2023, a ayoba contava com 25 milhões de utilizadores ativos e em junho de 2023 realizou uma parceria com o BoomPlay.

## Funcionalidades da plataforma
- Converse, Ligue e Partilhe: a ayoba permite o envio de mensagens instantâneas, notas de voz, partilha de imagens e de ficheiros com contactos, mesmo que não tenham instalado a aplicação. A aplicação suporta chamadas de voz e de vídeo tanto em Android como em iOS, bem como chats em grupo, canal de ajuda e continuidade de SMS (quem não for utilizador do ayoba recebe mensagens como SMS, enquanto as suas respostas aparecem na aplicação ayoba).[15][16]
- Canais: os utilizadores podem aceder a conteúdo sob várias categorias, incluindo desportos, moda, beleza, notícias, comédia, saúde, capacitação e educação. Os canais são atualizados diariamente, encontrando-se disponíveis em inglês, francês, árabe e idiomas locais selecionados.
- Música: a ayoba oferece um leitor de música grátis com atualizações diárias de música internacional e africana. Os utilizadores podem encontrar listas de reprodução para géneros diferentes.[17][18]
- Jogos: a ayoba fornece uma seleção de jogos interativos, incluindo jogos de ação, aventura e jogos infantis, que estão disponíveis tanto em Android como em iOS.[17]
- Mobile Money Transfers: em certos territórios, a ayoba suporta transferências de dinheiro móvel usando o MTN Mobile Money (MoMo) para transacções dentro da aplicação.[15][19]
- MicroApps: a ayoba inclui MicroApps individuais na plataforma que oferecem conteúdo e serviços, incluindo canais de streaming, podcasts e aplicações especializadas. A disponibilidade destas aplicações pode variar em função do país.[20]

## Operações
A ayoba concentra-se, sobretudo, nos seguintes territórios. A empresa opera a partir dos seus escritórios na Cidade do Cabo e Joanesburgo, África do Sul. Tem 103 colaboradores. David Gillaranz foi o CEO de 2019 a 2021, cargo que Burak Akinci assumiu desde então e ainda mantém.